# Innerschwand am Mondsee
Innerschwand am Mondsee is een gemeente in de Oostenrijkse deelstaat Opper-Oostenrijk, gelegen in het district Vöcklabruck. De gemeente heeft ongeveer 1100 inwoners.

## Geografie
Innerschwand heeft een oppervlakte van 19 km². De gemeente ligt in het zuidwesten van de deelstaat Opper-Oostenrijk. Het ligt ten noordoosten van de deelstaat Salzburg en ten zuiden van de grens met Duitsland.
- Gemeinsame Normdatei: 407715-5
- Virtual International Authority File: 146354117